# Малобаховский сельсовет
Малобаховский сельсовет — административная единица на территории Дубровенского района Витебской области Беларуси.
На территории сельсовета находится лесное урочище Луговцы.

## История
Малобаховский сельский Совет с центром в д. Малое Бахово был образован 16 июля 1954 года.
Названия:
- с 1954 — Малобаховский сельский Совет депутатов трудящихся
- с 7.10.1977 — Малобаховский сельский Совет народных депутатов
- с 15.3.1994 — Малобаховский сельский Совет депутатов[3].

Административная подчинённость:
- с 1954 — в Дубровенском районе
- с 25.12.1962 — в Оршанском районе
- с 6.1.1965 — в Дубровенском районе[3].

## Состав
Малобаховский сельсовет включает 13 населённых пунктов:
- Большое Бахово — деревня.
- Малое Бахово — деревня.
- Гудово-Земянское — деревня.
- Новое Гудово — деревня.
- Кобызево — деревня.
- Мохначи — деревня.
- Посудьево — деревня.
- Рыбалтово — деревня.
- Свиряки — деревня.
- Сипищево — агрогородок.
- Станиславово — агрогородок.
- Тиливичи — деревня.
- Чубаково — деревня.